# Hans Bloch (Maler)
Hans Bloch (* 17. Mai 1881 in Breslau; † 17. Dezember 1914 in Verdun) war ein deutscher Kunstmaler und Kunsterzieher.

## Leben
Hans Bloch wurde als Sohn eines Kgl. Eisenbahnbetriebssekretärs in Breslau geboren. Von 1894 bis 1900 besuchte er dort die königliche Oberrealschule und von 1901 bis 1905 die Königliche Kunstakademie mit dem Ziel, Maler zu werden (Lehrer u. a. Prof. Eduard Kaempffer; anatomische Studien bei Stahr und Loeschmann). Nach dem Militärdienst legte Bloch 1903 in Breslau die Zeichenlehrer- und 1905 die Turnlehrerprüfung ab und trat 1905 in den Schuldienst ein. Von 1905 bis 1911 war er als Zeichen- und Turnlehrer an den Gymnasien zu Landeshut und Kattowitz sowie an der Fürstenschule zu Pleß und an dem kgl. Kath. Gymnasium von Glogau angestellt. In Glogau konnte er im Rahmen einer Ausstellung, aus der „in wenigen Tagen fast alle“ Bilder verkauft worden sein sollen, seine eigenen Werke präsentieren. 
1911 gab Bloch „seine sichere Lebensstellung“ auf, um seine Studien und künstlerischen Arbeiten in Paris (u. a. in der Akademie Calarossi) und auf Korsika (Ostern 1912 zusammen mit dem Münchner Maler Knauer-Hase) fortzusetzen. In Ajaccio lernte er Matisse und Purmann kennen. 1914 unternahm er für mehrere Monate ausgedehnte Reisen in Italien (umfangreiche Skizzen zu Dantes Divina Commedia); im Juli 1914 kehrte er nach Breslau zurück, um kurz darauf zu einer Malreise an die Ostseeküste (Stettin, Rügen, Hiddensee) aufzubrechen. Die Umsetzung der dort angefertigten Skizze zu großformatigen Gemälden wurde durch die Einberufung zum Kriegsdienst vereitelt. Am 17. Dezember starb Bloch als Leutnant des Reserve-Infanterie Regiments 51 vor Verdun. Er wurde auf dem Soldatenfriedhof Dannevoux beigesetzt.

## Leistungen
Von Interesse sind Blochs kunstpädagogische Vorstellungen und seine zahlreichen Reiseskizzen. Kunstpädagogisch orientierte sich Bloch an den frühen Reformbestrebungen des frühen 20. Jahrhunderts. In seinen pädagogischen Ausführungen ist bereits der Einfluss der Frühphase der internationalen Kunsterziehungsbewegung und Reformpädagogik erkennbar: 
„Es war von jeher mein Bestreben, in erster Linie dem Schüler die Augen zu öffnen für den Formen- und Farbenreichtum der Natur, die Freude an ihrer Schönheit und unendlichen Mannigfaltigkeit wachzurufen und damit den Wunsch rege werden zu lassen, das so mit eigenen Augen Geschaute wiederzugeben. Die Schüler, namentlich in den unteren Klassen, bringen alle guten Willen mit, und dort heißt es einsetzen. Das einmal erweckte Interesse suche ich rege zu halten und zu fördern durch die Wahl des Vorwurfes (der Themenstellung, dV) in möglicher Abwechselung, durch kleine kunstgeschichtliche Vorträge, worin ich vor allem moderne Schlagworte dem Verständnis näherzubringen versuche, wie Impressionismus, Plein-air, Pointillismus u.a., …, ferner durch ausgiebigen Gebrauch der Farbe, und indem ich selbst mitarbeite. Das gibt nach meinen Erfahrungen eben die stärkste Anregung und erspart vielen ein langes Herumsuchen. Vor allem kommt es darauf an, die Erkenntnis zu übermitteln, dass ein Unterschied ist zwischen Natur und Kunst, dass die Wiedergabe des Geschauten nicht nur ein Abklatsch der Wirklichkeit, sondern etwas individuell Geschautes sein soll. Wir wollen künstlerische Eindrücke geben, nicht zeichnen im Sinne naturwissenschaftlicher Tafeln… Manuelle Geschicklichkeit ist nötig, doch nicht die Hauptsache; daher kein besseres Mittel, als draußen zu beobachten in Luft und Licht, und der Hinweis, daß es gerade die Errungenschaft unserer Zeit ist, die Körper im ‚Freilicht’ zu beobachten und zu geben. Daher: starkes Empfingen und rasches Wiedergeben der mit eigenen Augen geschauten künstlerischen Eindrücke … Es ist stets mein Bemühen, die Schüler individuell zu behandeln, keine Schablone, sondern jeden seinen eigenen Weg zu führen, nach seiner Veranlagung, dem Maße seines Könnens … Ich vermeide grundsätzlich, einen Schüler zu irgend etwas zu zwingen, er macht nur das, was ihm Freude bereitet“ (aus: Hadelt u. Hellmann, 1916, S. 3f).

## Werke
Pariser Studien; Landschaften und romanische Studien aus Korsika (Öl und Pastell); Kirchenbild in Schömberg; zahlreiche Federzeichnungen und Skizzen insbes. Tierzeichnungen. 
Umfangreicher Nachlass, der 2014 als Dauerleihgabe in das Kunstmuseum Ahlen gekommen ist.